# Río Cuncumén
Río Cuncumén är en flod  i Chile.   Den ligger i regionen Región de Coquimbo, i den centrala delen av landet, 170 km norr om huvudstaden Santiago de Chile.
Omgivningen kring Río Cuncumén är i huvudsak ett öppet busklandskap och området är mycket glesbefolkat, med 7 invånare per kvadratkilometer.